# 瓜马雷
瓜马雷是巴西北大河州的一个市镇。总面积259.181平方公里，总人口9677人，人口密度37.3人/平方公里。